# Jiří Pačinek
Jiří Pačinek (3. července 1972 v Litoměřicích) je český umělecký sklář. Spoluprací s výtvarníky se postupně vypracoval až k mistrovské úrovni a speciálním postupům práce se sklem. Kromě výroby užitkových předmětů a vlastní volné tvorby uměleckých děl šíří povědomí o českém skle nejen doma ale především v zahraničí.

## Životopis
Jiří Pačinek se původně zamýšlel věnovat řeckořímskému zápasu. Pro kariéru skláře se rozhodl po zhlédnutí televizního seriálu Synové a dcery Jakuba skláře a po následné exkurzi do sklárny. Střední odborné učiliště v Novém Boru – obor sklář zahájil v roce 1987 a vystudoval je s vyznamenáním. Po jeho skončení nastoupil (v roce 1990) do sklárny "Chribská1414". Ta byla zaměřena na výrobu hutního, ručně tvarovaného skla. . Ve sklárně pracoval Jiří Pačinek až do roku 1992, kdy přešel do sklárny "AJETO" (tehdy se firma jmenovala "Novobor"). Zde pracoval ve sklářské dílně Petra Novotného. Ostatně Petr Novotný (žák sklářského mistra Josefa Rozinka) a Ital Pino Signoretto byli pro Jiřího Pačinka jeho hlavními vzory.
Do amerického Rochesteru na tříměsíční stáž do sklářského studia Leona Applebauma odcestoval Jiří Pačinek v září 1995. Po návratu do vlasti byl Jiří Pačinek jmenován (ve sklárně "AJETO", která mezi tím přesídlila do Lindavy u Cvikova) mistrem sklářské dílny. Ve sklárně "AJETO" působil sklářský mistr Pačinek až do roku 2008.

## Sklářské studio v Lindavě
V Lindavě u Cvikova, kde Jiří Pačinek ve venkovské roubené chalupě bydlí, přestavěl bývalou stodolu na malou sklářskou huť (sklářské studio) a spolu s pár pomocníky zahájil (2007) vlastní sklářskou uměleckou tvorbu. V jeho domě v Lindavě se nachází galerie autorského uměleckého skla.
V roce 2010 otevřel v Novém Boru galerii. Po spuštění vlastní sklárny v Kunraticích u Cvikova přestěhoval galerii do patra nad hutí.

## Sklářská huť v Kunraticích u Cvikova

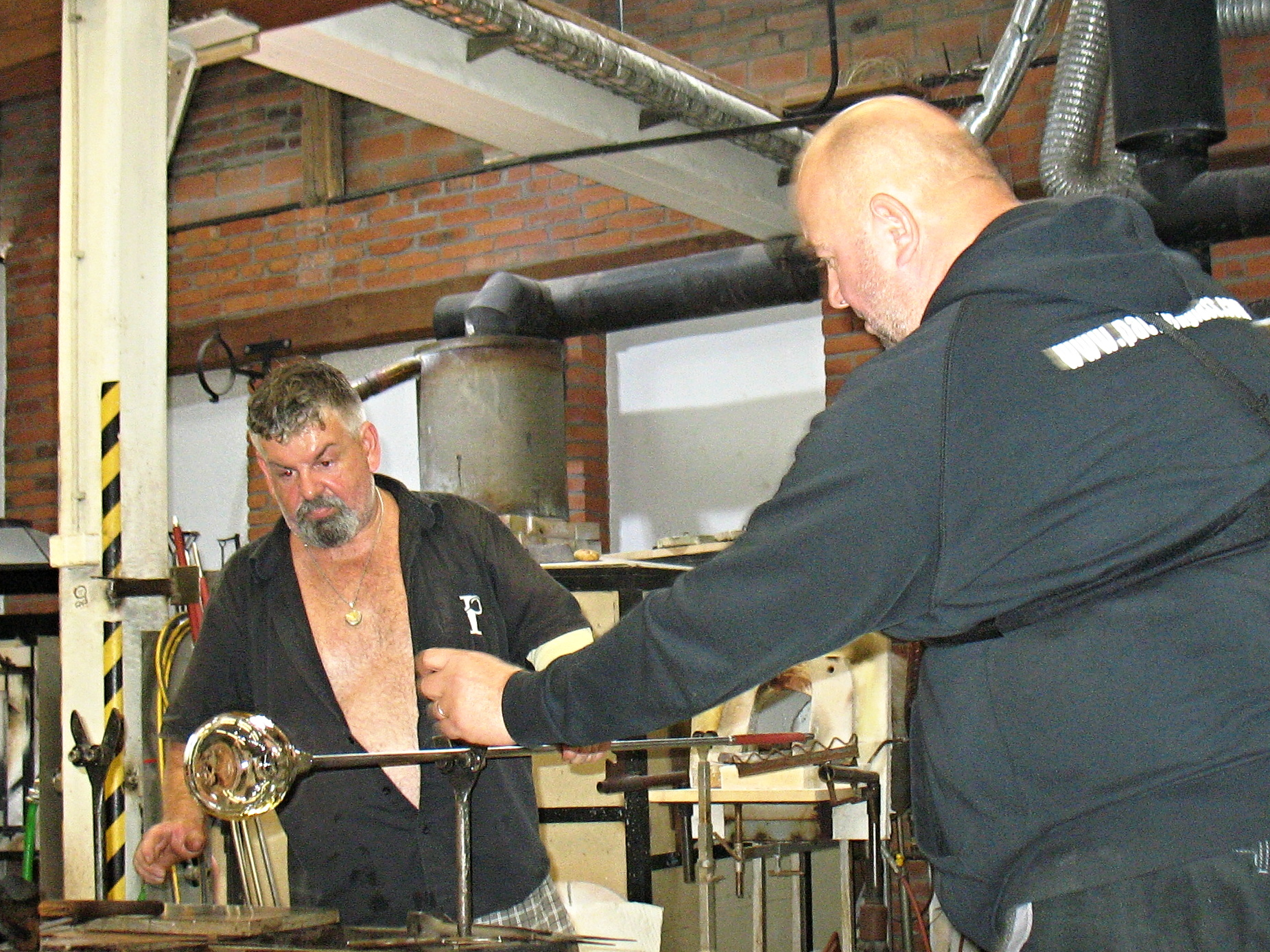
Práce ve sklárně v Kunraticích u Cvikova

V nedalekých Kunraticích u Cvikova otevřel Jiří Pačinek na místě staré rozpadlé budovy - bývalé opravárenské dílny v roce 2015 novou sklářskou huť. Na půdě v patře nad vlastní sklárnou je galerie s jeho autorským sklem.

## Tripartit gallery
Svou autorskou galerii v Praze otevřel ve spolupráci s Veronikou Holou na konci roku 2017 na adrese Benediktská 9/1030 , 110 00 Praha 1

## Charakter děl
Jiří Pačinek vytváří osobitá skleněná díla, která zobrazují nejrůznější realistické předměty. Tvorba se vyznačuje unikátností tvarů a specifickým smyslem pro barevnost. Ve své tvorbě uměleckého skláře se soustřeďuje na užitné předměty jako vázy, mísy, poháry nebo na až sochařsky ztvárněné volné plastiky zvířat a figur. Sklářský mistr Pačinek pracuje metodou foukání hutního skla a jeho tvarování buď ručně nebo v různě velkých formách.
Kromě vlastní tvorby pracoval a pracuje Jiří Pačinek i pro řadu dalších sklářských umělců, designérů a architektů jako byli a jsou: René Roubíček, Bořek Šípek, Maria Roosen, Adriaan Rees, Hans van Bentem a další. Během své sklářské kariery spolupracoval a spolupracuje Jiří Pačinek s Miluší Roubíčkovou, Rony Pleslem, Leonem Applebaumem, Shalom Tomáš Neuman, Charlesem Parriottem (Charliem Parriotem) nebo Louisem Sakalovskim.
Kromě volné tvorby vyrábí na zakázku pro klienty a firmy např. skleněné komponenty pro lustry apod.

## Úspěchy v tuzemských soutěžích
V soutěži "Řemeslo a umění", kterou organizovalo Sklářské muzeum v Novém Boru se Jiří Pačinek v roce 1994 umístil na druhém místě, v roce 1997 pak dokonce na prvním místě a v roce 2006 na místě třetím.

## Působení v zahraničí
Jiří Pačinek se pravidelně zúčastňuje mezinárodních sklářských sympozií, konferencí a jiných profesních a uměleckých setkání v Evropě i v zámoří. Jedná se například o IGS (International Glass Symposium) v Novém Boru, mezinárodní festival skla "Glasstage" v Německu (v dolnobavorském Zwieselu), "Glass Art Society" v USA apod.
Jiří Pačinek rozšiřuje povědomí o českém sklářském umění ve světě a předává své zkušenosti i studentům školy "Czech Glass" v americkém Seattlu, v tureckém Istanbulu, ve Francii, v čínské Šanghaj|i a jinde.

## Výstavy (výběr)
- 2015 - Praha, Muzeum moderního skla ZIBA[3]
- 2014 - Mimoň, Městské muzeum - "Skleněná krása" (květen 2014)[3]
- 2014 - Löbau, Galerie Arkadenhof - Německo (Sasko)- "Lebendiges Glas" (září 2014)[3]
- 2014 - Chengdu, jhozápadní Čína - "České sklo v Chengdu" (říjen 2014)[3]

## Galerie

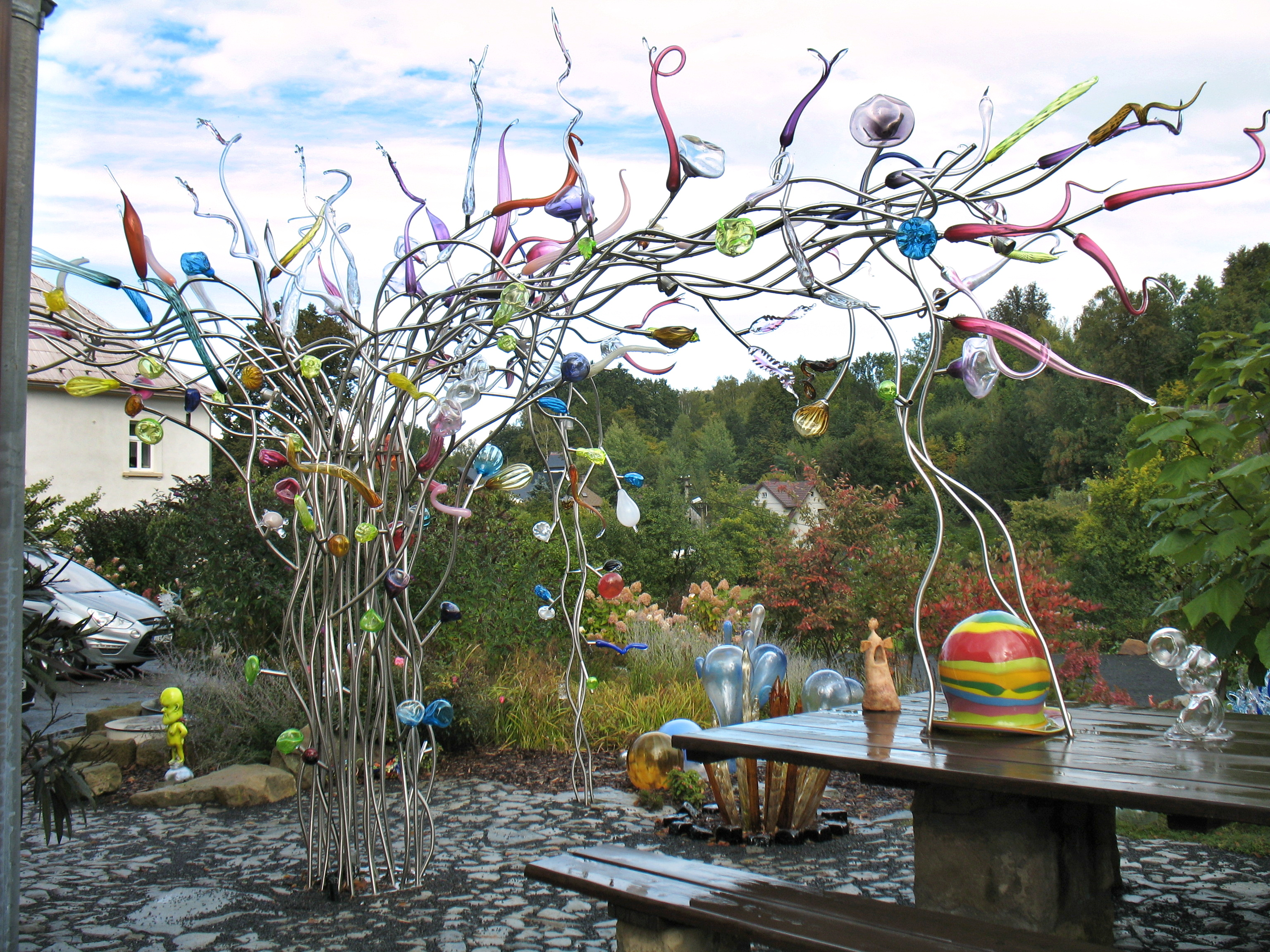
Dekorace před sklárnou v Kunraticích
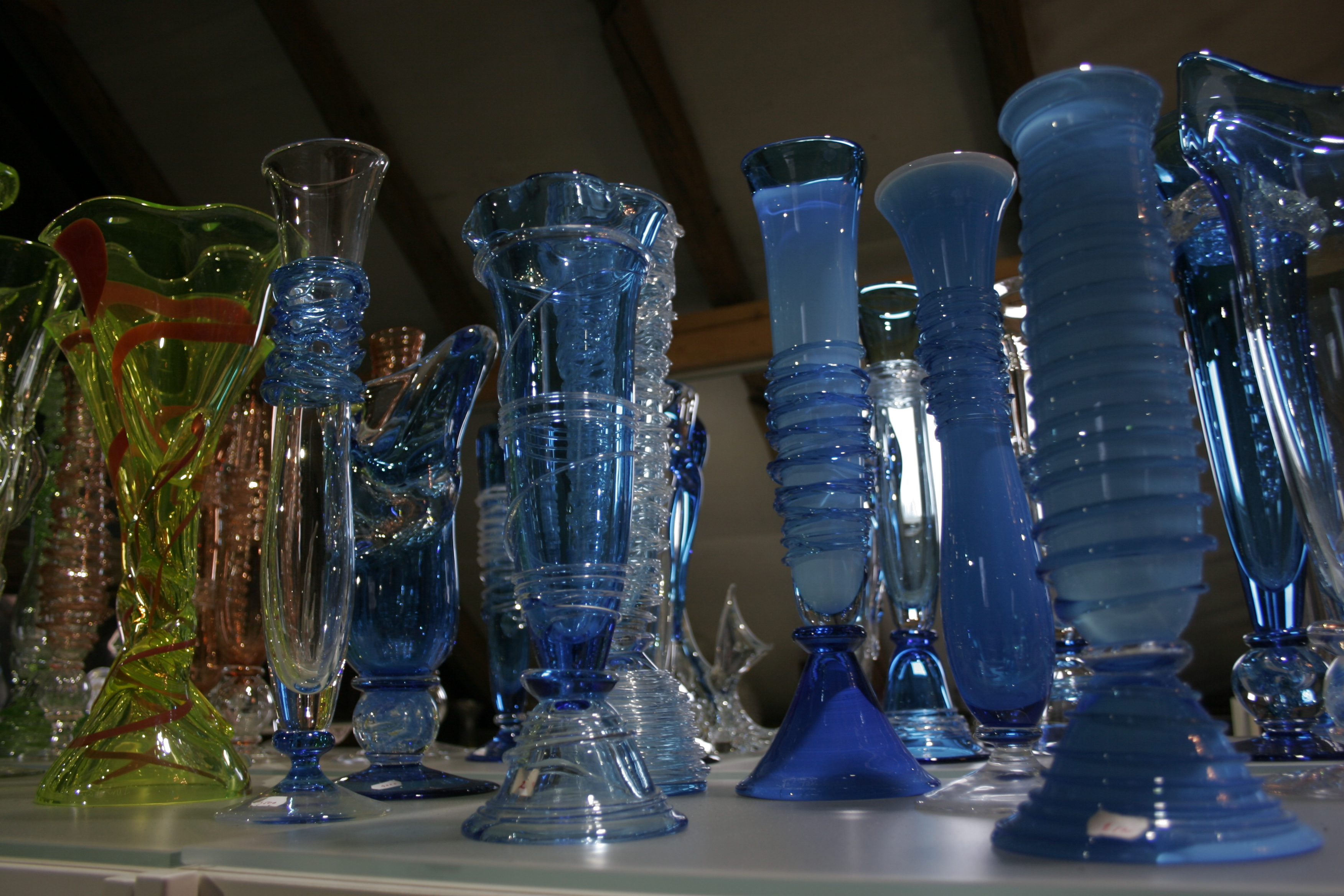
Pačinkovo dílo v galerii nad sklárnou v Kunraticích u Cvikova
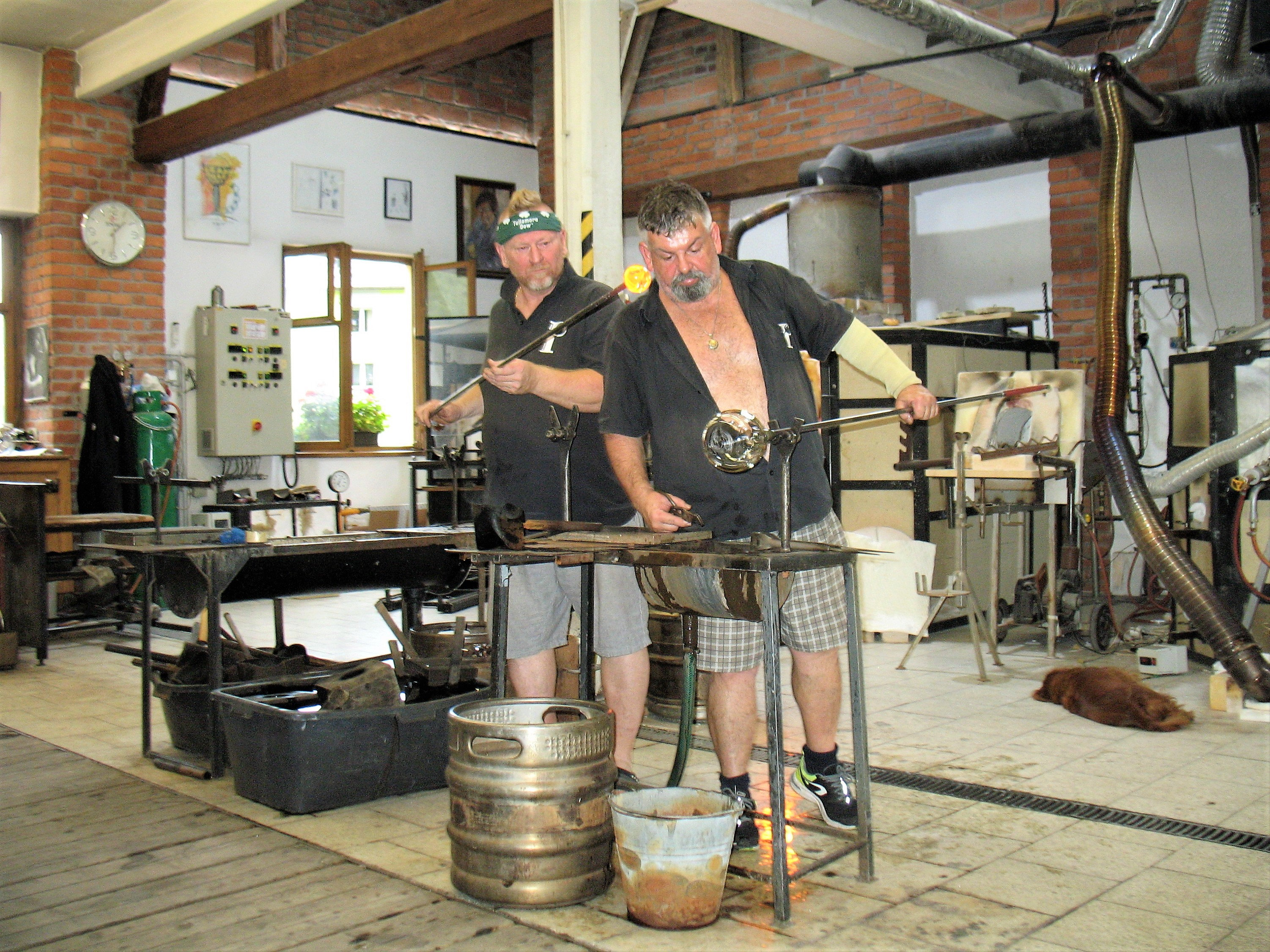
V kunratické huti
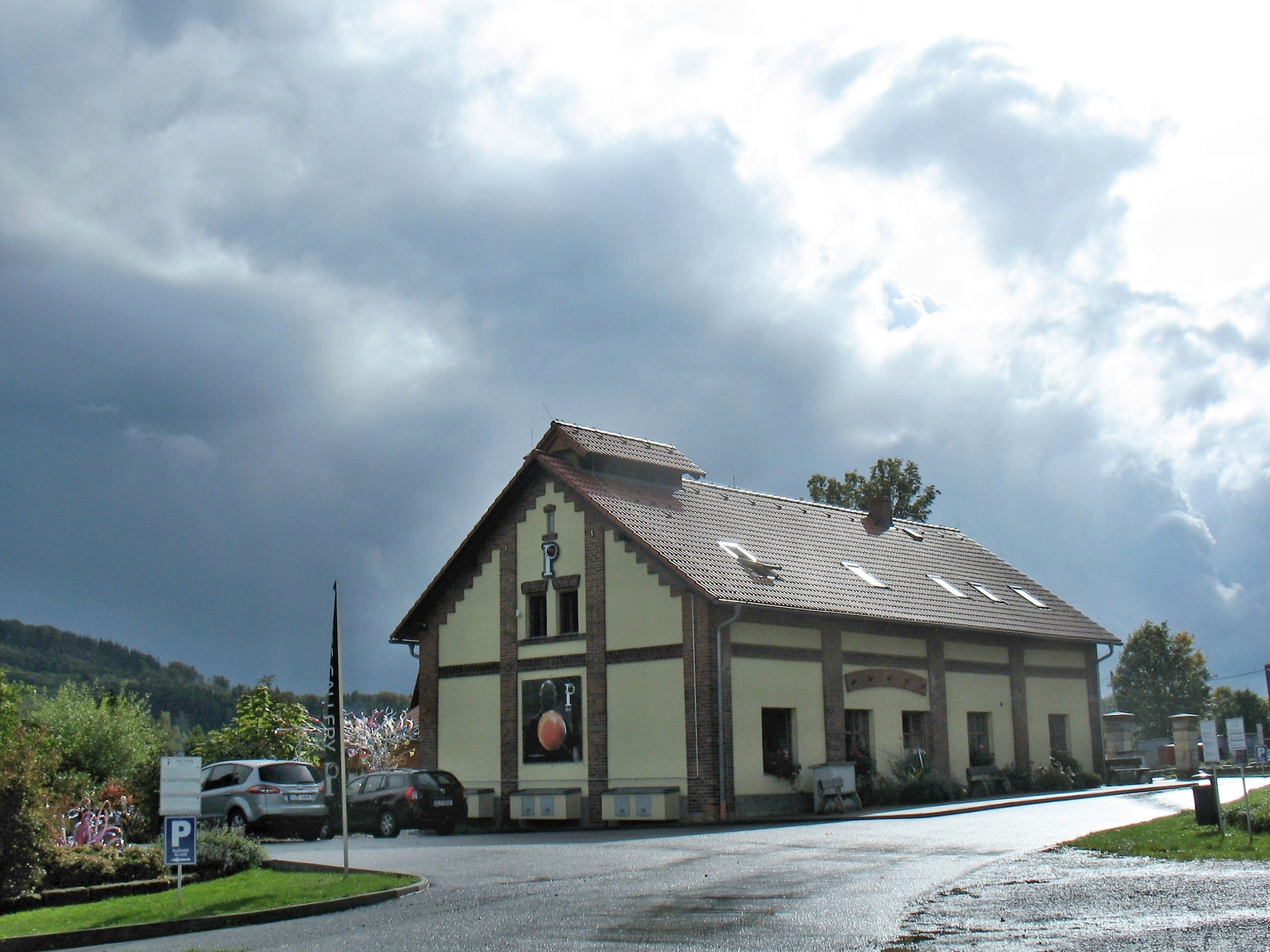
Sklárna v Kunraticích u Cvikova
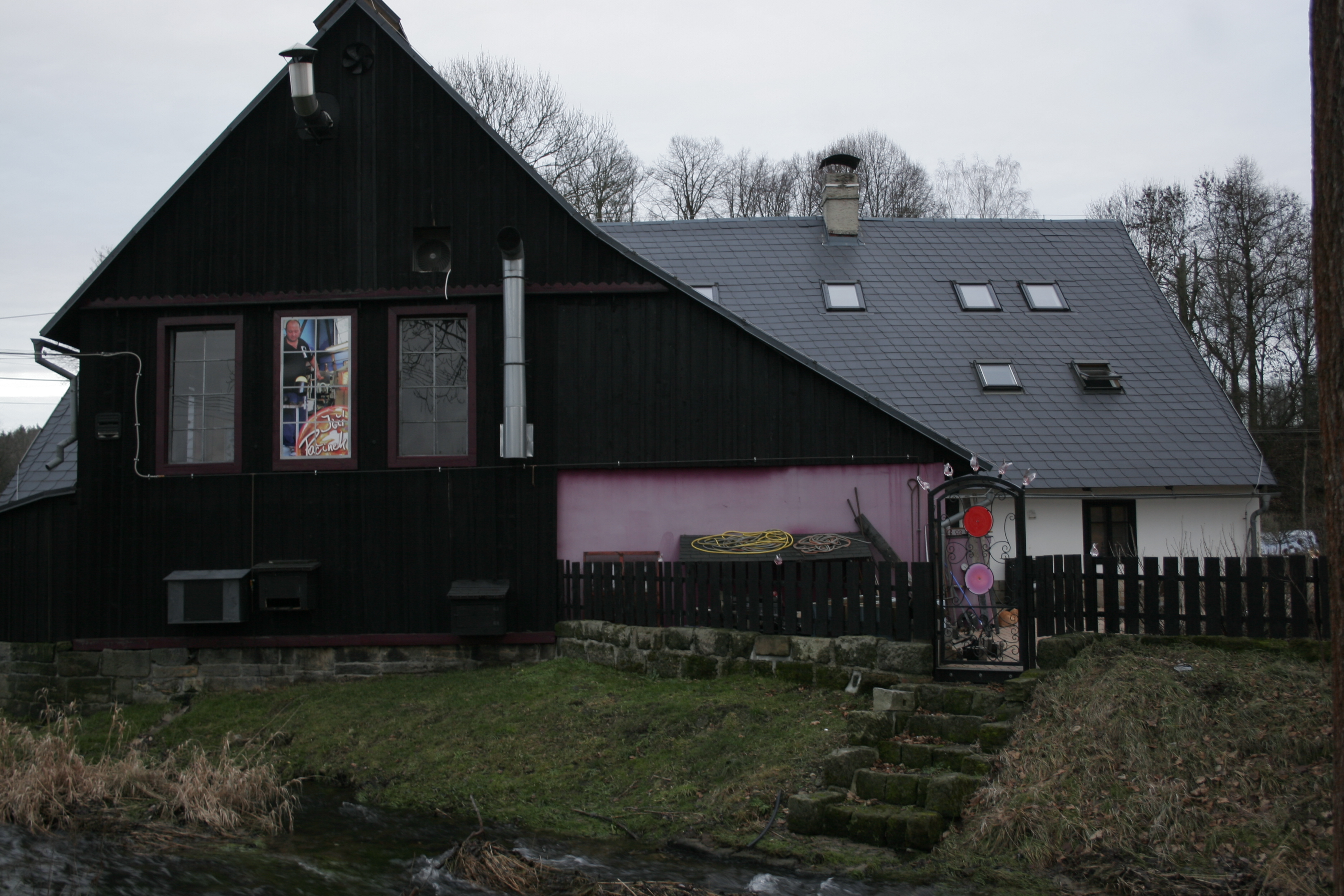
Původní sklárna v Lindavě

Skleněná zahrada v Kunraticích u Cvikova
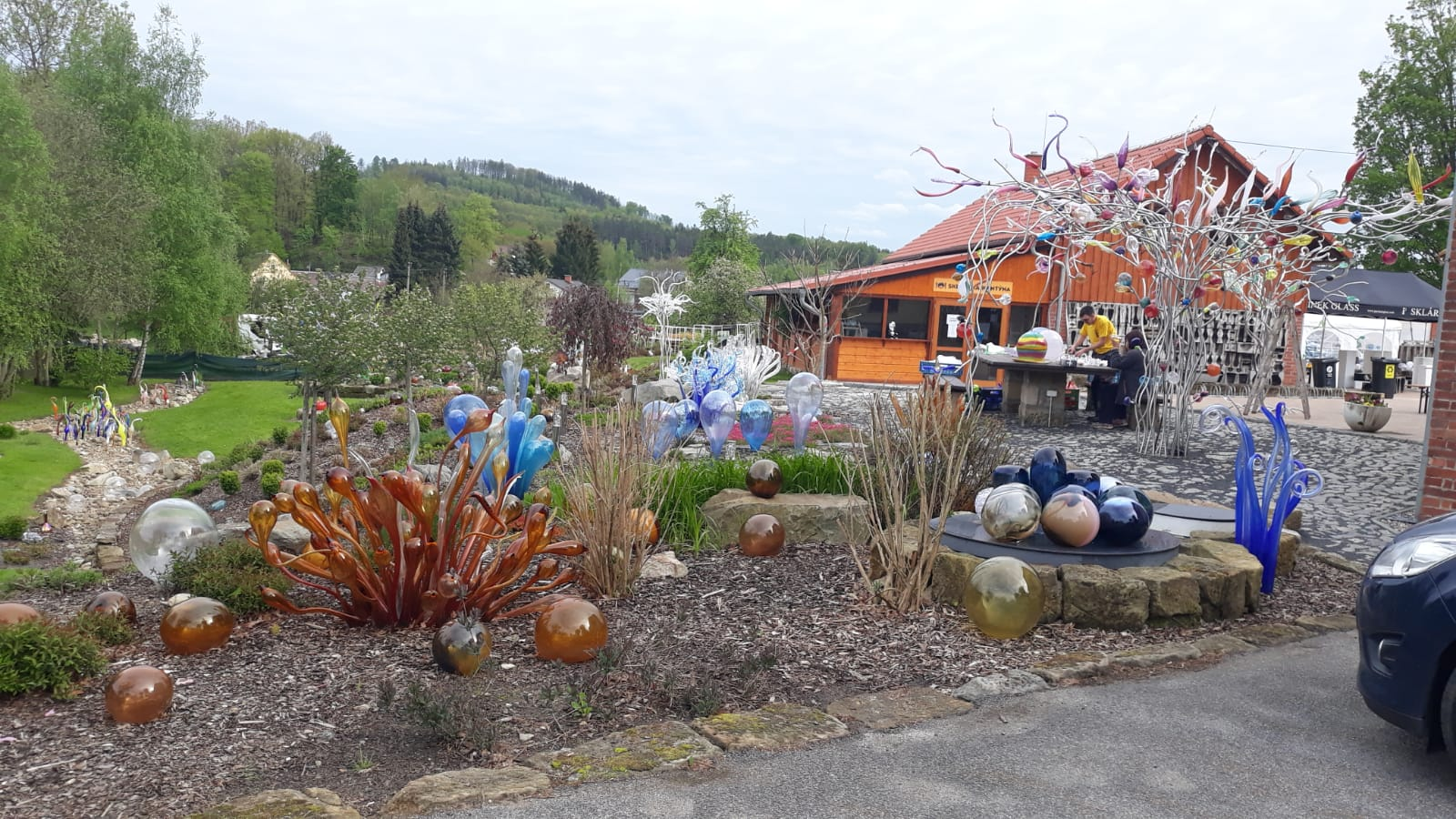
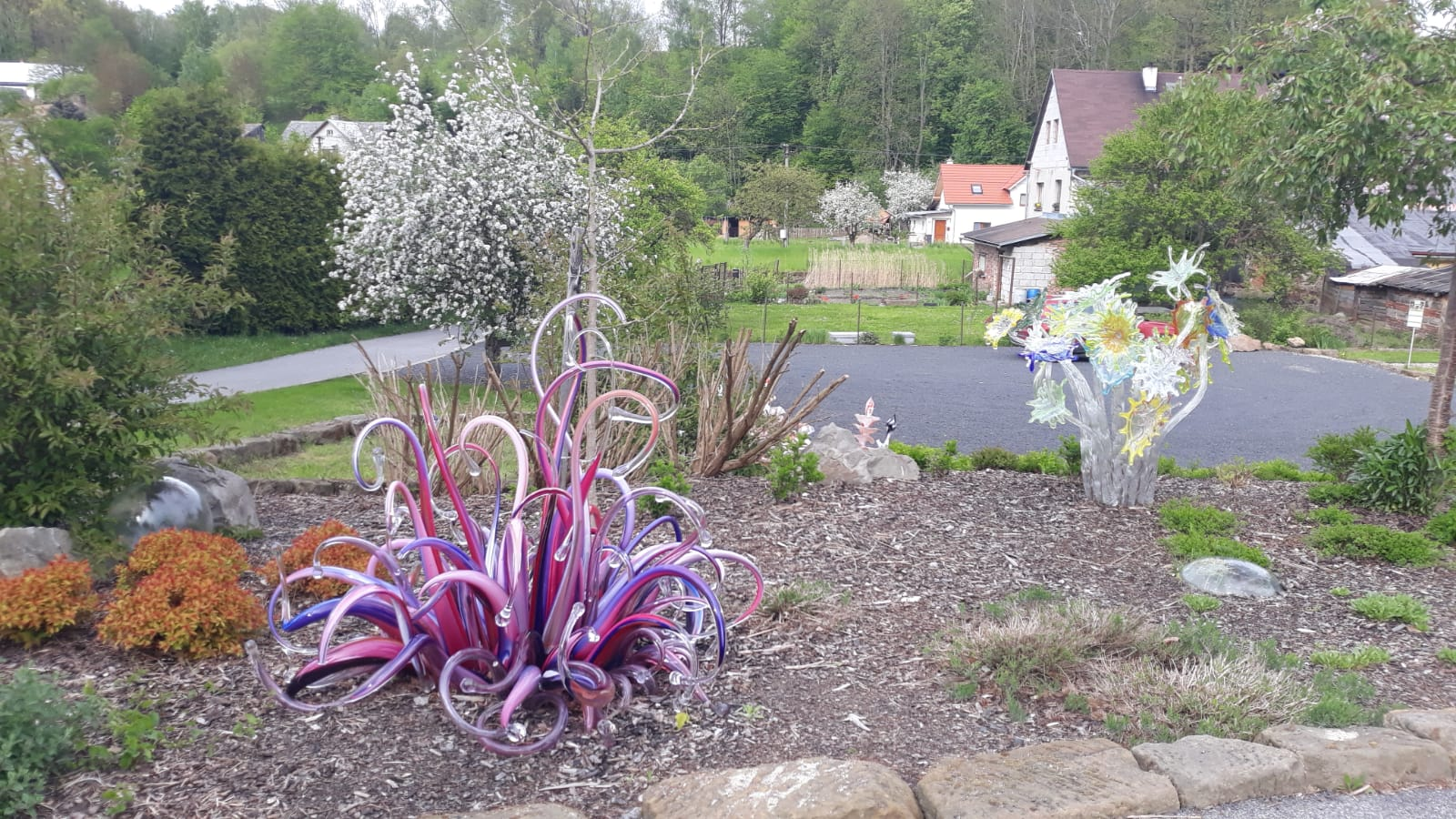
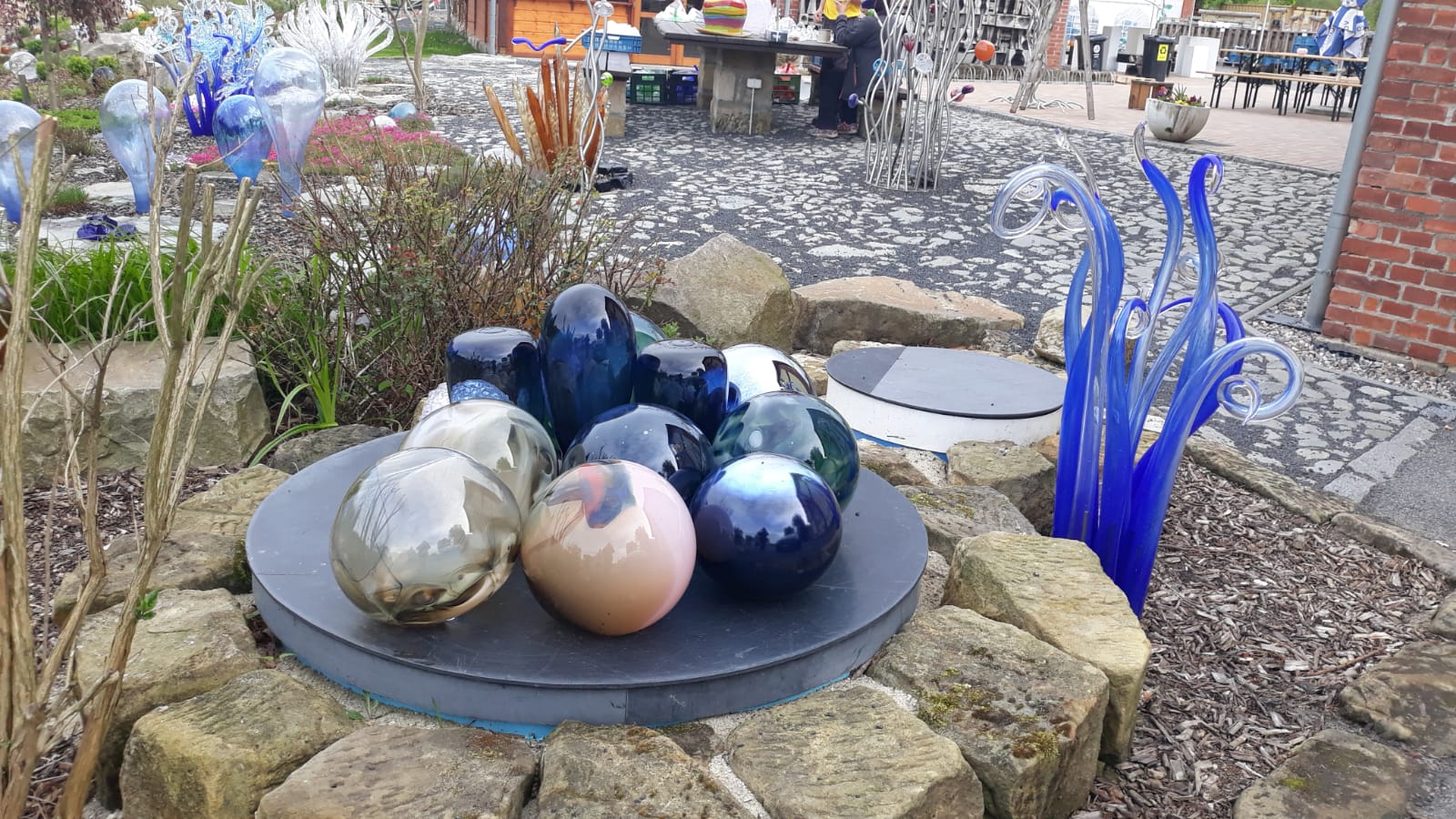
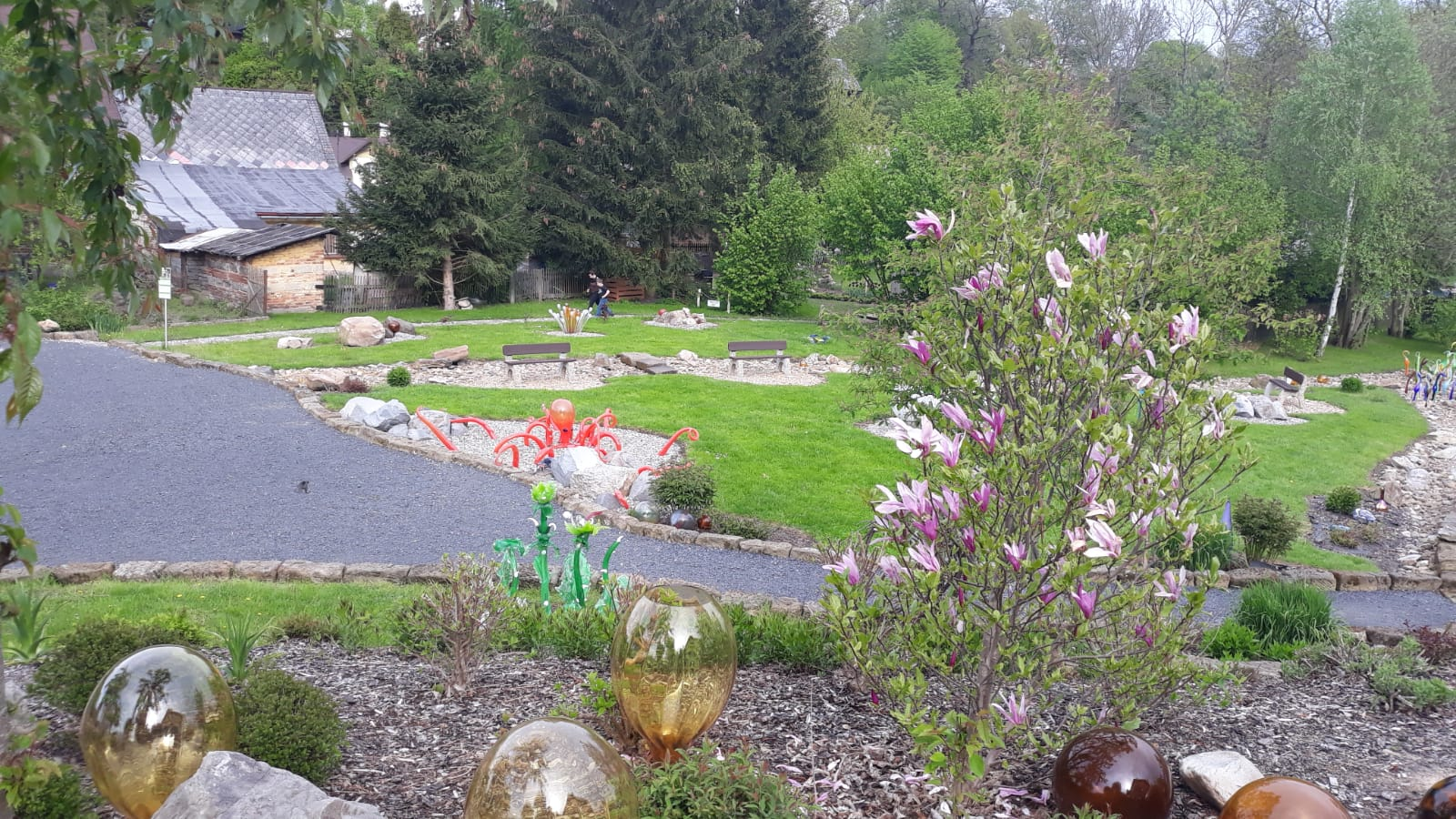
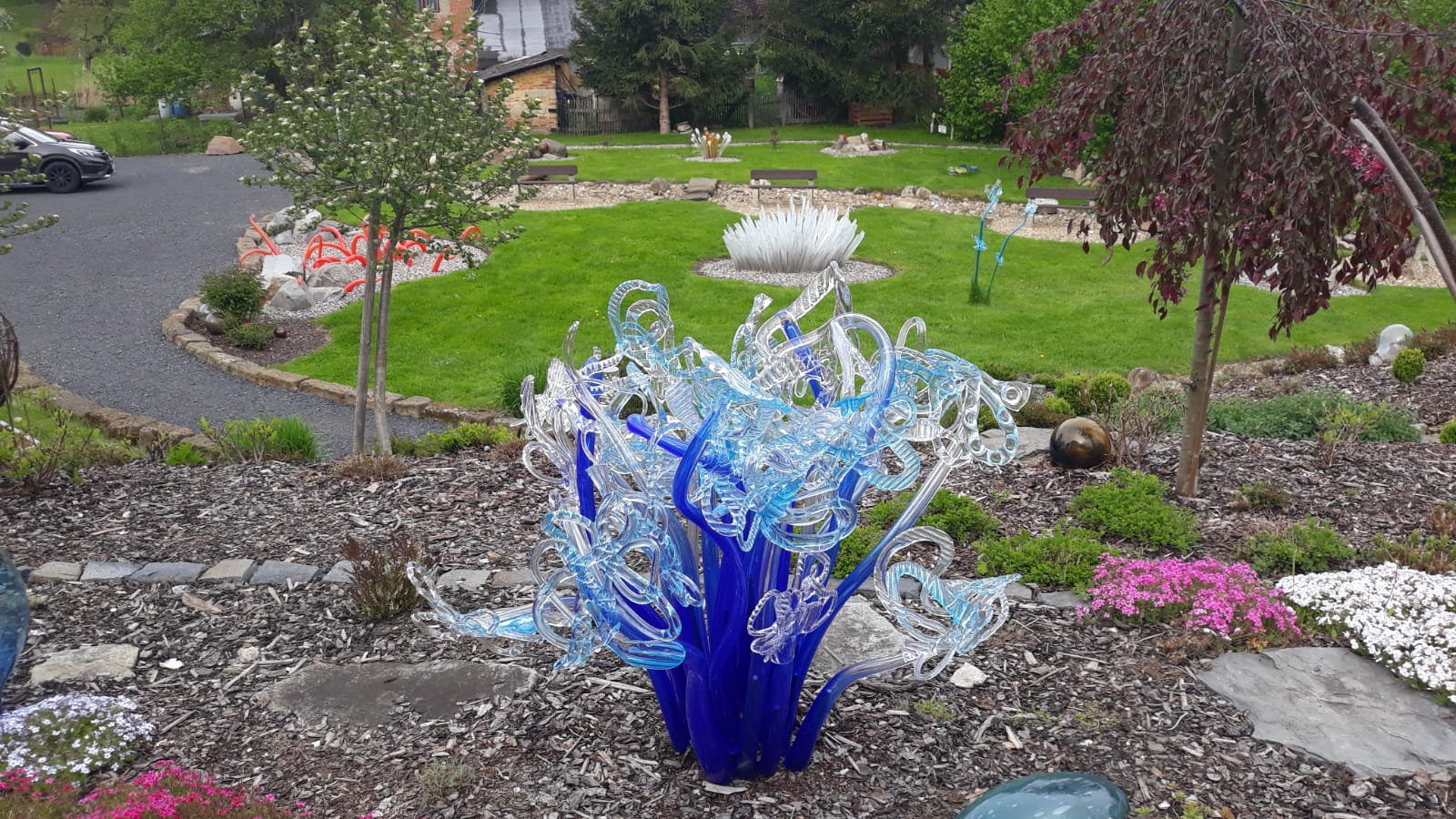
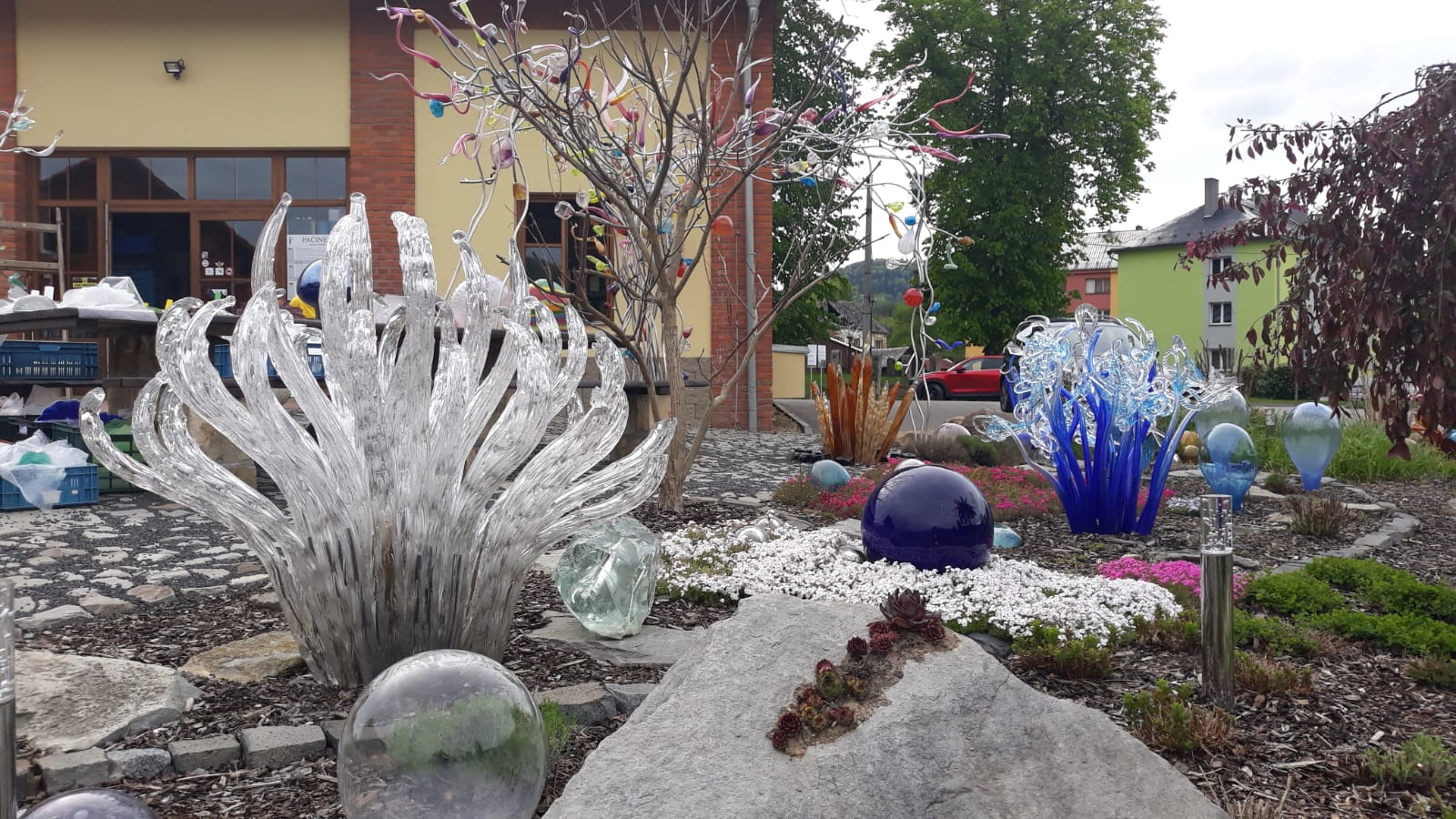
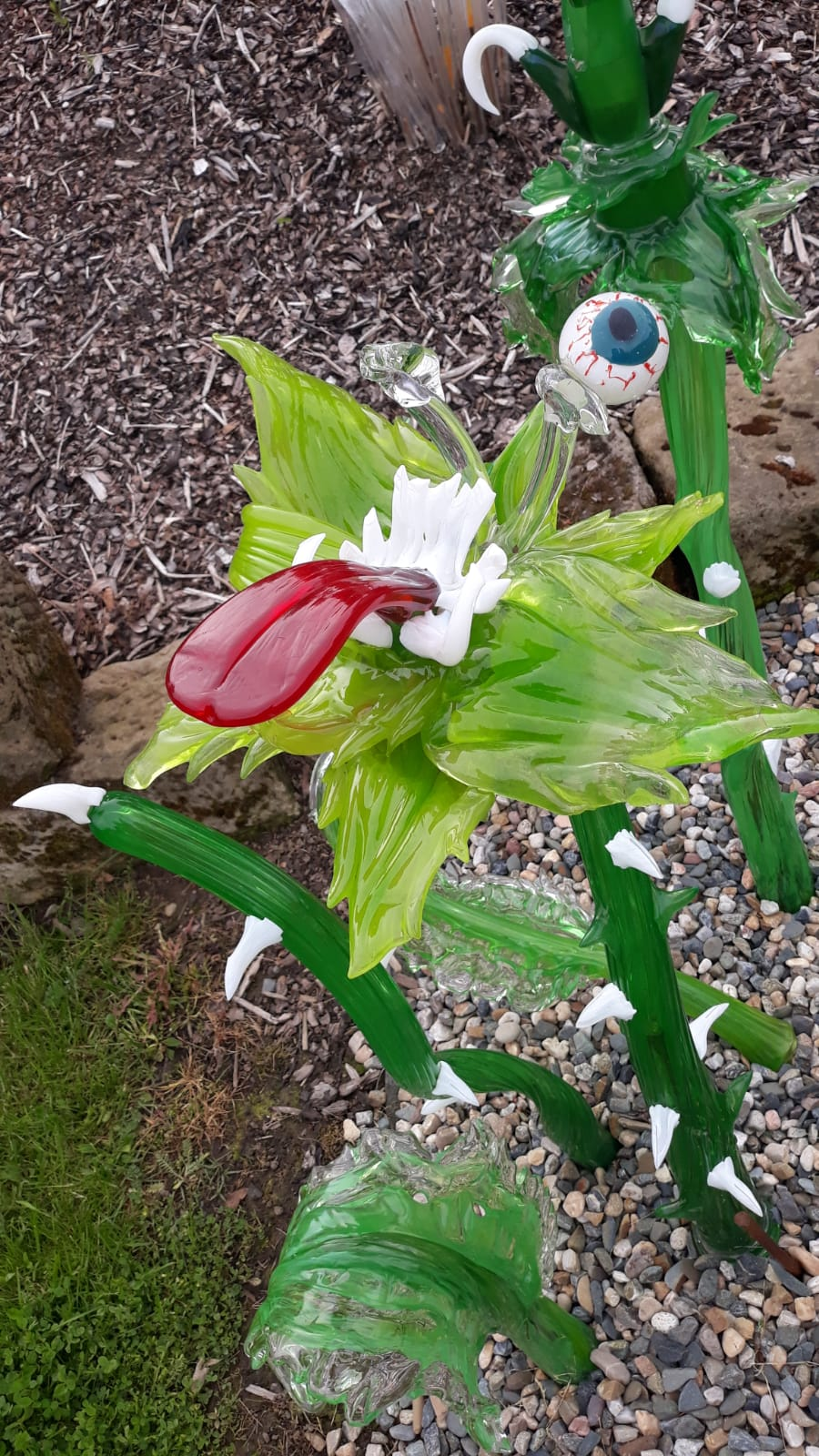
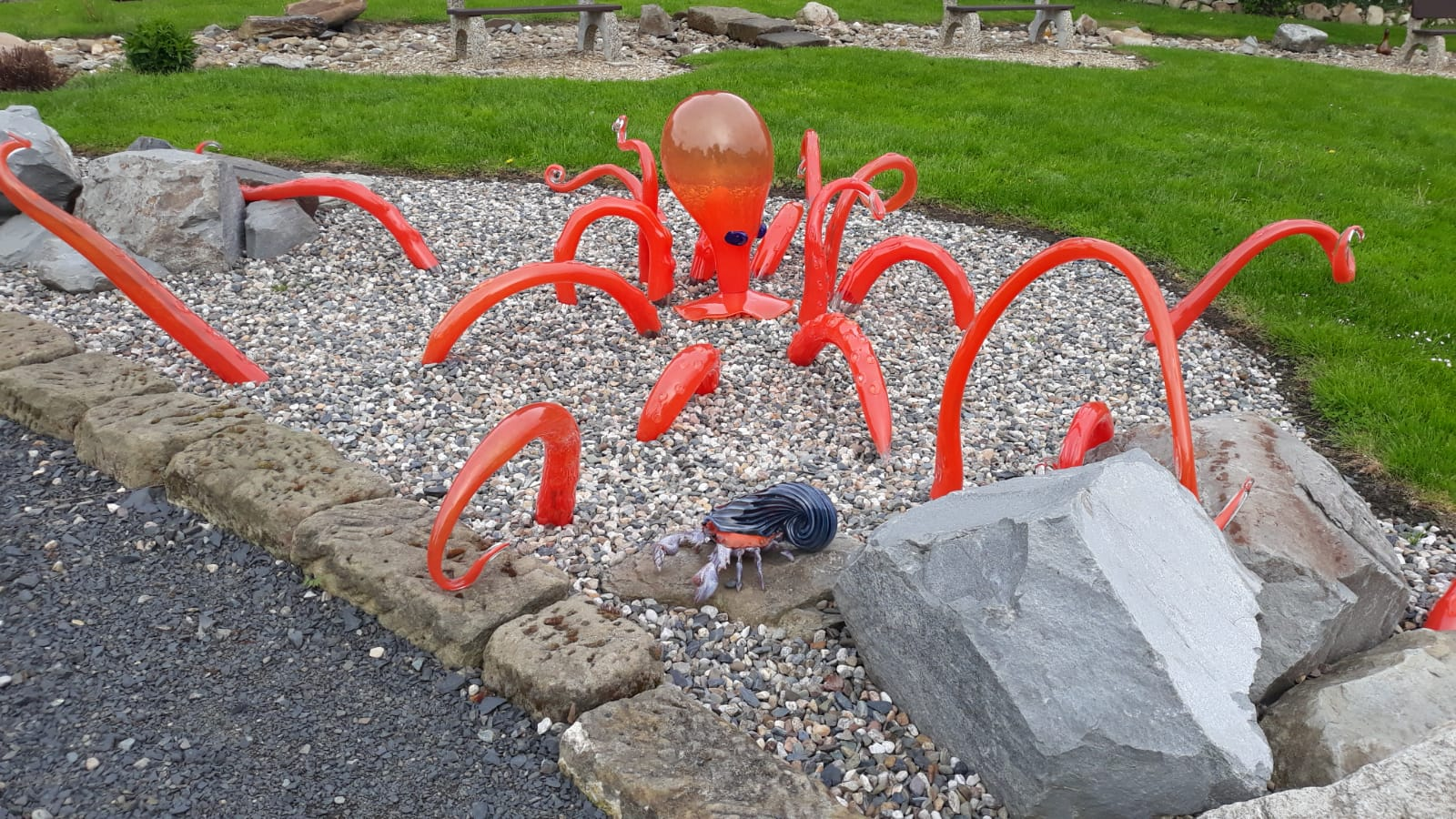
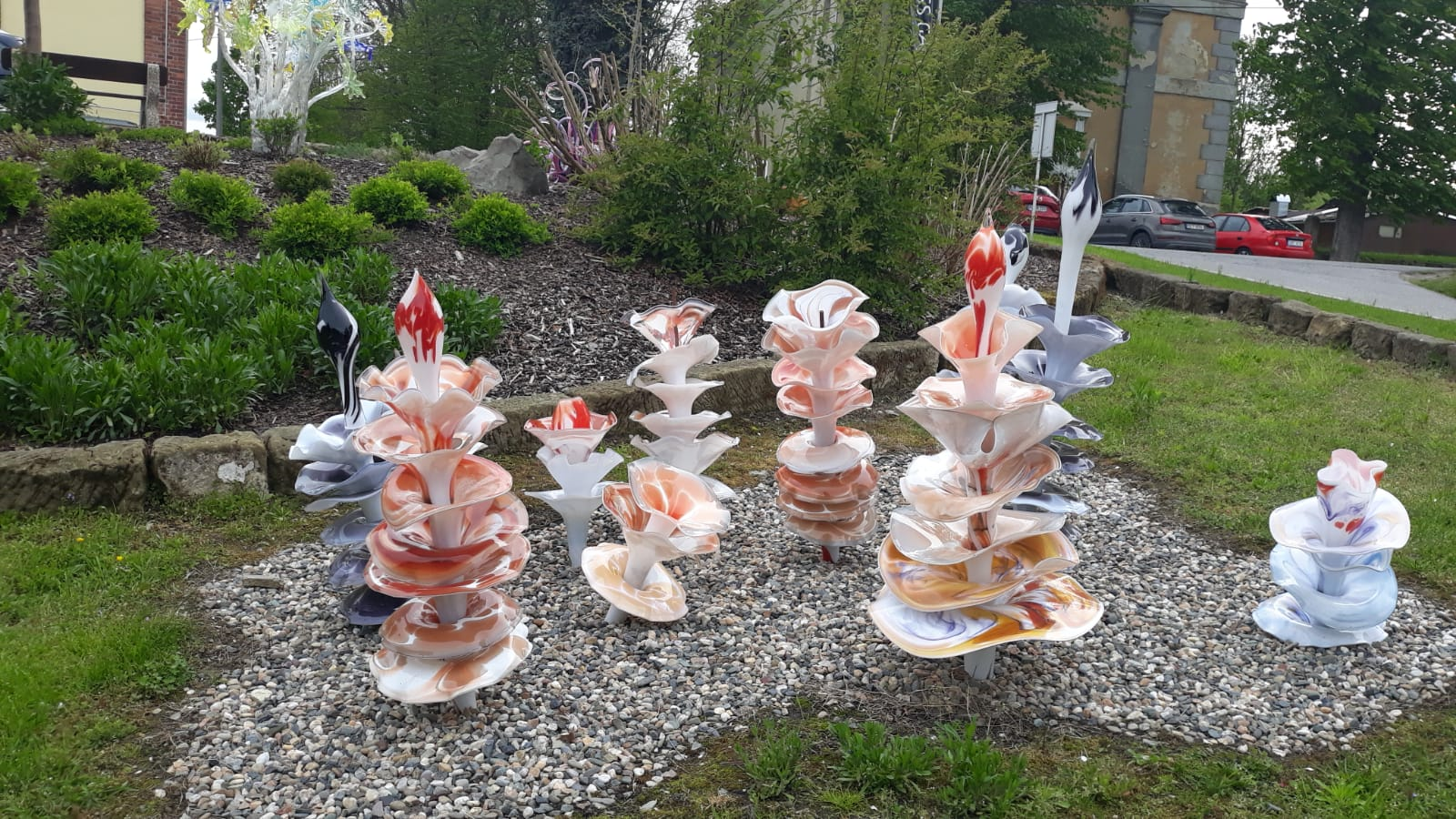
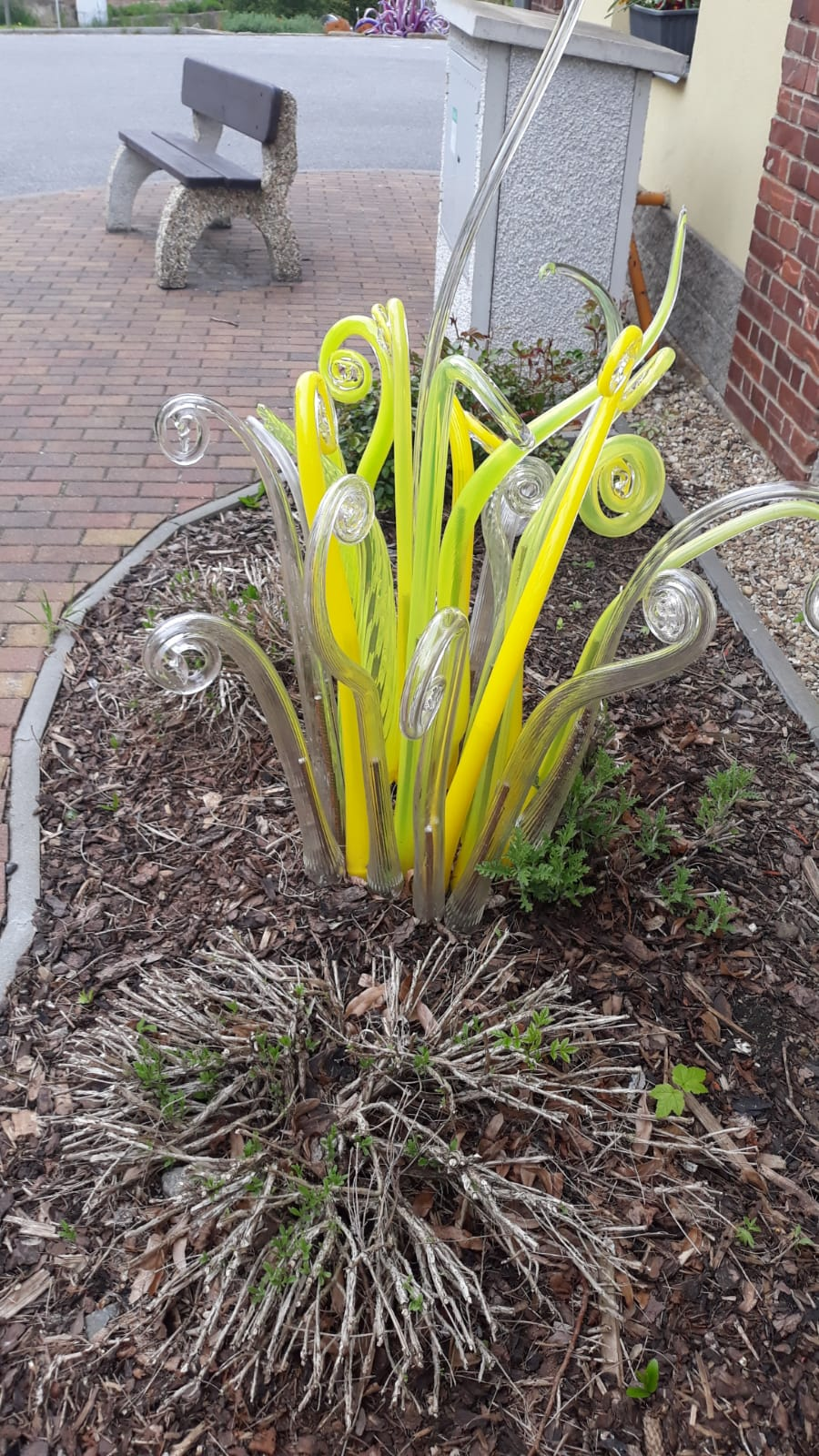
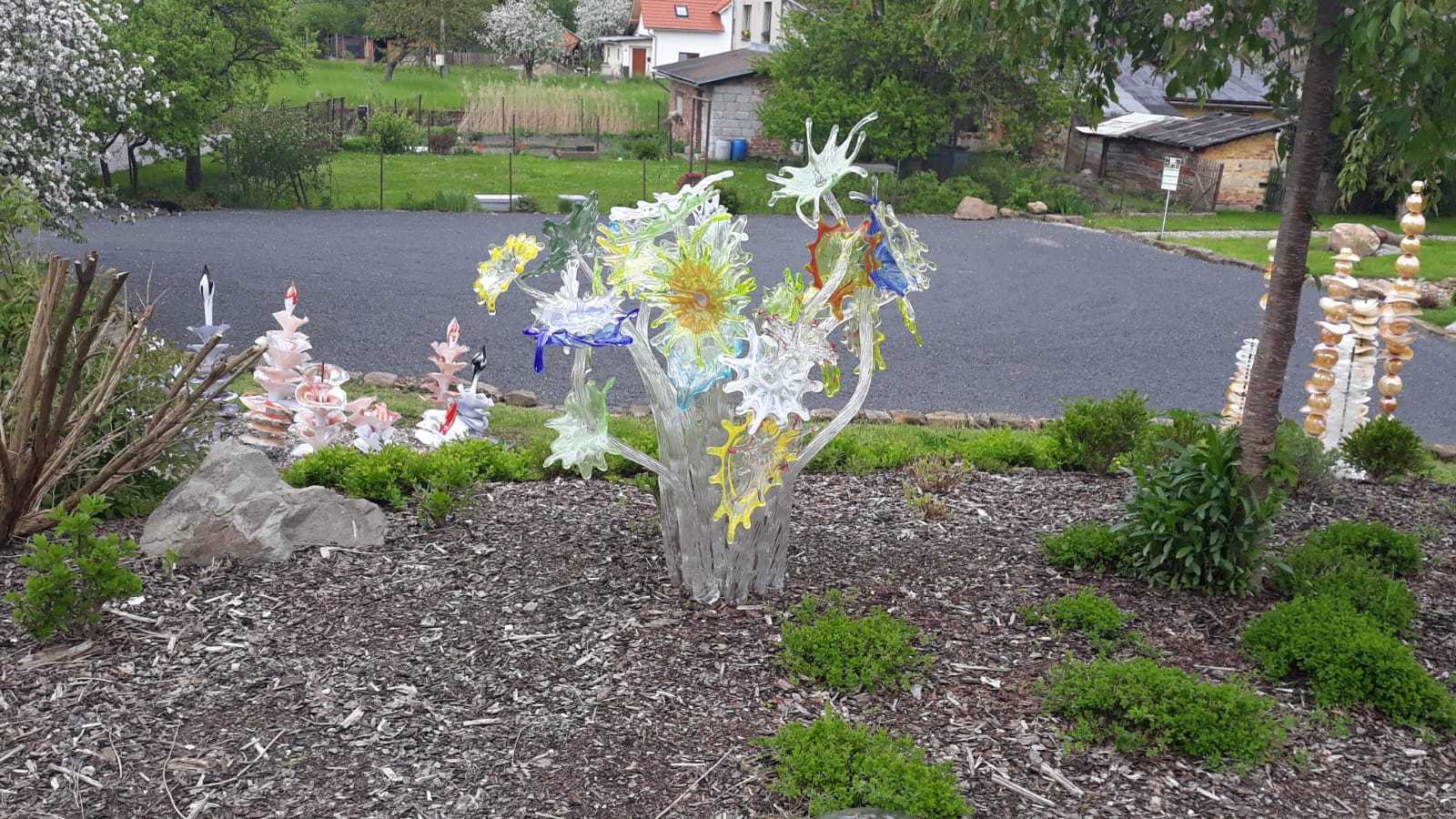
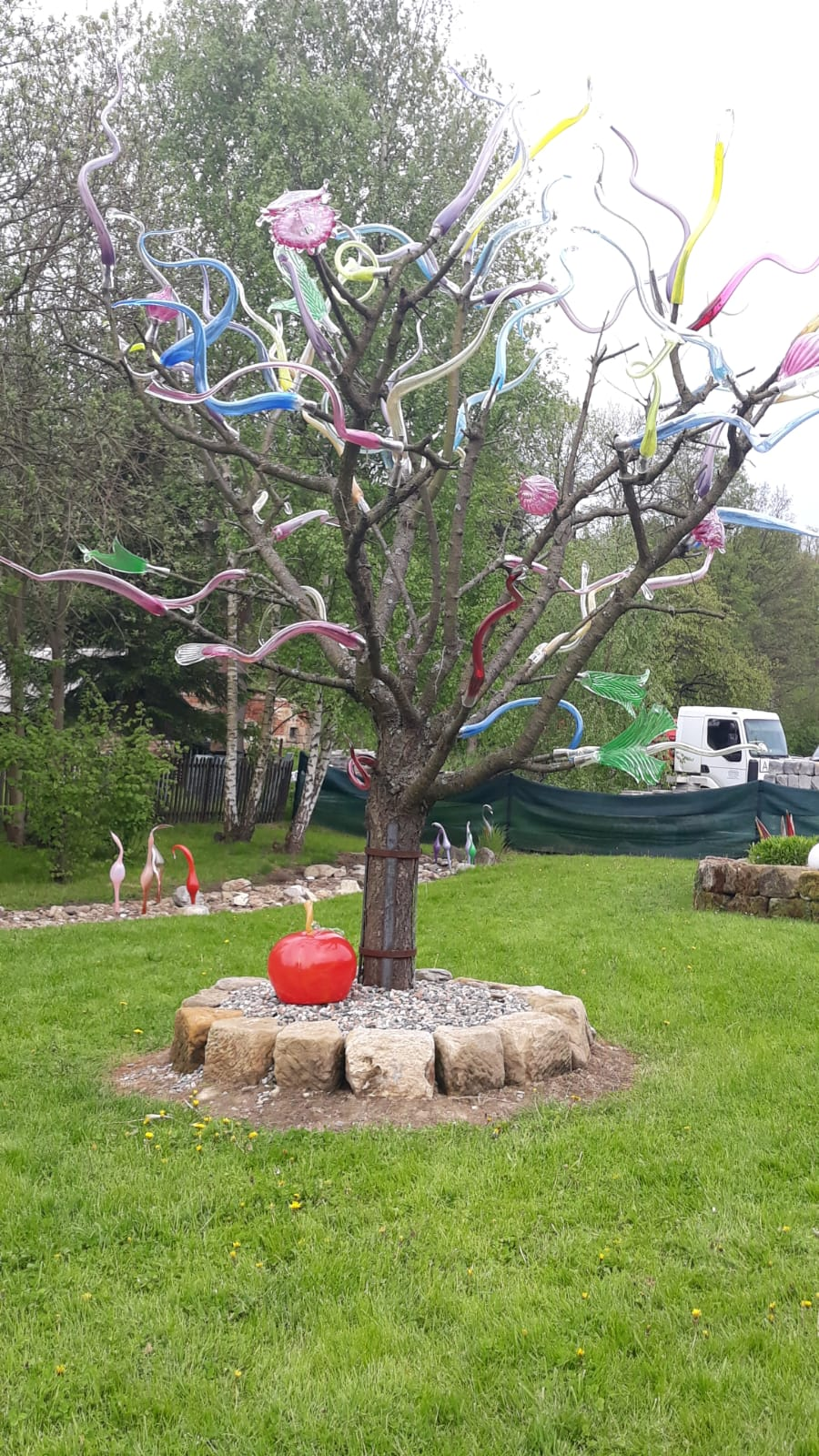

## Sublima (2020)
Ve čtvrtek 3. září 2020 byla v centru Liberce na náměstí Dr. Edvarda Beneše před radnicí slavnostně odhalena skleněná plastika s názvem „Sublima“ od sklářského výtvarníka Jiřího Pačinka z Kunratic u Cvikova. Plastika byla vytvořena z 950 kilogramů železa a 680 kilogramů skla týmem šesti sklářů a kovářem Jiřím Beránkem. 

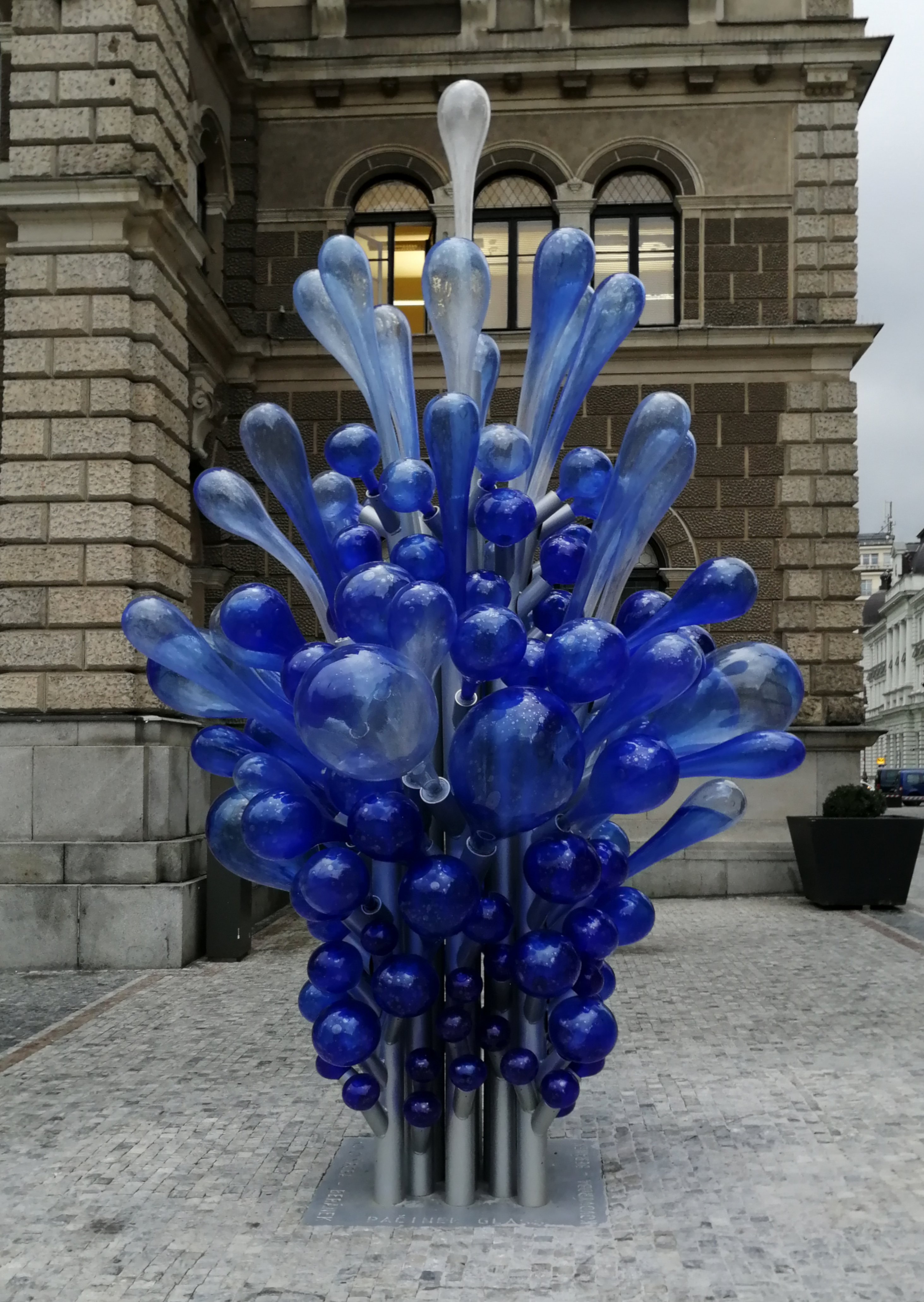
Skleněná plastika „Sublima“ Jiřího Pačinka na náměstí Dr. E. Beneše v Liberci

Plastika je tvořena desítkami skleněných bublin (v několika odstínech modré barvy) usazených v železné konstrukci. Ve spodní části plastiky jsou bubliny kobaltově modré barvy a se zvyšující se pozicí v plastice jsou komponenty azurovější, světle modřejší až do křišťálu. Dle tvůrců plastika znázorňuje vzduch, který vytryskl z píšťal sklářů, zhmotnil se v azurovém skle a zaplnil křišťálové údolí. Dílo by mělo být vystaveno po dobu jednoho roku.

## Křišťálový relikviář (2021)
Skláři společnosti Pačinek Glass v Kunraticích u Cvikova na Českolipsku vytvořili pro papeže Františka křišťálový relikviář s ostatkem svaté Zdislavy z Lemberka, který byl obdarovanému předán 11. listopadu 2021 při soukromé audienci ve Vatikánu. Jednalo se čestný dar České biskupské konference a křesťanů Čech, Moravy a Slezska. Do Vatikánu relikviář doprovázel sklářský mistr Jiří Pačinek a duchovní Rudolf Repka, správce cvikovské farnosti.
Relikviář obsahuje schránku s ostatkem české světice a patronky Libereckého kraje. Veřejnosti byl závojem zahalený relikviář představen v Křišťálovém chrámu v Kunraticích u Cvikova dne 2. října 2021, kde byl vystaven během slavnostní bohoslužby, jež sloužil papežský nuncius Charles Daniel Balvo.
Relikviář je zhotoven z čirého, hutně tvarovaného skla a má podobu monstrance, v jejímž středu se nachází do křišťálu studenou technikou „zatavená“ (lepením skla) drobná kůstka z ostatků svaté Zdislavy, které jsou uloženy v Jablonném v Podještědí, kde světice působila. Na jeho realizaci pracoval majitel sklárny Jiří Pačinek spolu se svým týmem asi 14 dní. Další dva týdny byl relikviář opracováván v dílně rytce skla Arno Čančíka. Skleněná noha monstrance je zdobena rytinami, nacházejí se na ní tři kameje: na té čelní je vyobrazena svatá Zdislava, na další pak znak litoměřické diecéze a třetí nese text k 800. výročí narození světice. Hlavní část relikviáře je rovněž ozdobena rytinou.

## Spolupráce při natáčení filmuGlass Onion: A Knives Out Mystery(2021)
Jiří Pačinek, dle požadavků filmového uměleckého designéra Johna Dextera, vyrobil se svými spolupracovníky soubor 60 skleněných plastik, pro americký mysteriózní film z roku 2022 Na nože: Glass Onion (v anglickém originále Glass Onion: A Knives Out Mystery, zkráceně Glass Onion), režiséra Riana Johnsona.